# Tudhalija IV
Tudhalija IV, Tudhalijas IV – król Hetytów, rządził w latach 1237 p.n.e.-1209 p.n.e. Był młodszym synem króla Hattusili III i królowej Paduhepy. Jego siostrą była Maathorneferure, jedna z żon faraona Ramzesa II.
Tudhalija urodził się prawdopodobnie na dworze swojego ojca w Hattusa, kiedy ten był jeszcze zarządcą tego miasta, w czasie rządów Muwatalli II. Jego starszym bratem był książę Nerikkaili, a jego dobrym przyjacielem - Kurunta (co było bardzo na rękę Hattusilisowi).
Po tym jak Hattusilis został królem Hetytów i zawarł przymierze z Ulmi-Tessup, młodszym dzieckiem Muwatalli II (najprawdopobniej córką, która musiała poślubić Kuruntę), Tudhalija został mianowany przez ojca, księciem (następcą tronu?) mimo że żył jego starszy brat. Kurunta został zarządcą miasta Tarhuntassa w imieniu króla. Sam Tudhalija już jako król był autorem układu, który zawarł z Kuruntą, spisanego na brązowej tablicy. W trakcie swoich rządów uspokoił konflikty wewnętrzne w Syrii, odparł ataki ludu Kaska i zaatakował kraj Assuwa. Zreorganizował również administrację oraz luty religijne, prace budowlane skoncentrował w stolicy - Hattusa. Podczas swoich rządów wybudował również aż 13 zapór, z których jedna (w Alacahöyük) stoi do dzisiejszego dnia. 